# Hyposoter sicarius
Hyposoter sicarius là một loài tò vò trong họ Ichneumonidae.